# 达什拉斯·曼吉
达什拉斯·曼吉（英語：Dashrath Manjhi，1934年—2007年8月17日）出生于印度比哈尔邦加雅附近Gahlour村的一个穷困劳工家庭。 他因现实版的「愚公移山」而闻名于世。

## 生平
达什拉斯·曼吉的妻子因通往比哈尔邦的求医之路逾70公里，患病得不到及时治疗而去世。达什拉斯不想让其他人重蹈覆辙，所以他独自一人在村附近的山中挖掘了一条长110米、高7.6米、宽9.1米的道路，从1960年开始夜以继日地一直挖到了1982年。起初达什拉斯的行为遭到村民的嘲笑，但他最终坚持完成了凿山工作。   他的贡献使得阿特里到加雅沃济尔根杰地区的距离从55公里缩短到15公里，他本人也因此而闻名于世。但达什拉斯却没有得到家人的体谅。
达什拉斯病逝于2007年8月17日，比哈尔邦政府为他举行了国葬。

## 相关作品
2010年7月，印度导演马尼什桑杰·贾公布了一部根据达什拉斯·曼吉的真实故事改编的影片《曼吉》。该片的制片人为曾担任电影《飞行》制片人的桑杰·辛格，由马诺基·巴杰帕伊领衔主演。达什拉斯·曼吉的励志故事也曾在阿米尔·汗的电视访谈节目《真相访谈》中播出。纳瓦祖丁·席迪圭亦受邀在以达什拉斯·曼吉事迹为蓝本的电影中担任主角。